# 圭亚那环球航空
圭亚那环球航空曾是一家主要服务圭亚那乔治敦，总部位于纽约市皇后區的航空公司。公司运营至美国、特立尼达和多巴哥和的航线。于2005年暂停运营。